# Olorotitan
Olorotitan byl rod velkého kachnozobého dinosaura z podčeledi Lambeosaurinae. Žil na konci období pozdní křídy (střední nebo pozdní maastricht, před 70 až 66 miliony let) v ekosystémech geologického souvrství Udurčukan u Kunduru (Amurská oblast), v oblastech Dálného Východu na území dnešního Ruska.

## Objev
Pozůstatky objeveného jedince se skládají z téměř kompletní kostry, kterou popsal v roce 2003 belgický paleontolog Pascal Godefroit a jeho kolegové. Rodové jméno znamená v překladu "titánská labuť", druhové pak odkazuje na místo objevu. Zajímavostí tohoto dinosaura je hřeben ve tvaru sekery, který mu vybíhal ze zadní části lebky. Nález je důležitý z hlediska celkového obrazu o geografickém rozšíření lambeosaurinů.

## Popis
Olorotitan byl velmi mohutným hadrosauridem, který dosahoval délky kolem 8 metrů a hmotnosti asi 3100 kg. Podle jiných odhadů byl však dlouhý až kolem 12 metrů. Představuje jediného kachnozobého dinosaura této podčeledi, známého podle téměř kompletní kostry mimo území Spojených států. Podle fylogenetické analýzy Godefroita a jeho kolegů je tento rod nejblíže příbuzný rodům Corythosaurus a Hypacrosaurus. Jako všichni hadrosauři byl také Olorotitan býložravým čtvernožcem, který se mohl vztyčit v případě potřeby na zadní. Potravu dokázal žvýkat, k čemuž mu sloužily charakteristické baterie zubů. Zřejmě dokázal vydávat charakteristické dorozumívací zvuky.

## Paleoekologie
Tito hadrosauridi byli patrně loveni velkými tyranosauridními teropody, blízce příbuznými populárnímu severoamerickému druhu Tyrannosaurus rex. Jejich fosilní zuby a jiné části kostry byly objeveny ve stejných sedimentech (geologické souvrství Udurčukan a některá další).